# Гусейнов, Ильгар Кямиль оглы
Ильгар Кямиль оглы Гусейнов (азерб. Hüseynov İlqar Kamil oğlu; род. 1959) — судья Верховного суда Азербайджана.

## Биография
Родился в 1959 году. В 1993 году окончил юридический факультет Бакинского государственного университета.
С 1981 по 1982 год работал охранником охранного отдела Управления внутренних дел г. Гянджа. С 1982 по 193 год — рабочий специального ремонтно-строительного управления. С 1984 по 1987 год — рабочий Гянджинского приборостроительного завода.
С 1993 по 1997 год являлся адвокатом юридической фирмы «Fəridxan». С 1997 по 1998 год являлся адвокатом юридической фирмы «SL».
С 1998 по 2000 год являлся юридическим советником Союза театральных деятелей Азербайджана.
С 2001 по 2007 год — советник, старший советник Насиминского районного суда.
С 28 июля 2007 по 2010 год — судья Сабунчинского районного суда.
С 28 августа 2010 по 2013 год — судья Бакинского Апелляционного суда.
Судья коллегии по административным делам Верховного суда Азербайджана (с 6 августа 2013).

## Награды
- Медаль «Прогресс» (11 февраля 2023)[4]